# Perino Modello 1908
A Perino Modelo 1908 foi uma das primeiras metralhadoras de origem italiana projetada no início de 1901 por Giuseppe Perino, um técnico de artilharia (Tecnico dell'Artiglieria). O projeto de Perino aparentemente foi a primeira metralhadora projetada pela Itália e, em sua configuração original, pesava pesados 27 quilos, o que a tornava amplamente inadequada para utilização em campo e apta apenas para fortificações; uma versão mais leve de 1910 reduziu o peso para 15 kg. Mesmo assim, a arma foi adotada pelo Regio Esercito e teve algum uso ao lado da Fiat-Revelli Modello 14 e das metralhadoras Maxim. Ela tinha um mecanismo de alimentação exclusivo, com um funil na lateral da arma preenchido com até cinco pentes de vinte munições cada, em vez de ser alimentada por fita. Isso permitia que o homem abastecedor mantivesse constantemente a arma na capacidade máxima, o que significa que a tripulação da metralhadora nunca precisava parar para recarregar.